# Chrysler Sebring
Chrysler Sebring — середньорозмірний автомобіль, що випускався американською компанією Chrysler в 1995 — 2010 роках. Дана модель налічує три покоління кабріолетів, два покоління седанів і два покоління купе. Незважаючи на те, що дизайн купе володів одними і тими ж відмінними рисами моделі Sebring, механіка автомобіля не мала з нею ніякого зв'язку.
Лінія Sebring стартувала в 1995 році як купе Chrysler Sebring, замінивши тим самим купе Chrysler LeBaron. Також в 1996 році був введений кабріолет замість його аналога з лінії LeBaron. В 2001 році був проведений рестайлінг обох типів кузова і введена версія седана, яка замінила моделі Chrysler Cirrus і Plymouth Breeze. Виробництво купе було припинено починаючи з 2005 року.
Нова версія седана була представлена в 2007 році, а кабріолета в 2008 році. Це покоління було доповнено повним приводом для седана і хардтопом для кабріолета. Всі моделі Sebring були замінені лінією Chrysler 200 в 2011 році.
Стандартна комплектація Chrysler Sebring включає в себе: триточкові ремені безпеки, ABS, кондиціонер, легкосплавні колеса, круїз-контроль, водійську подушку безпеки, електропривідне водійське сидіння, передні протитуманні фари, сидіння і вікна з підігрівом, іммобілайзер, і електропривідні бічні дзеркала з підігрівом. 

## Перше покоління (FJ/JX; 1995–2000)

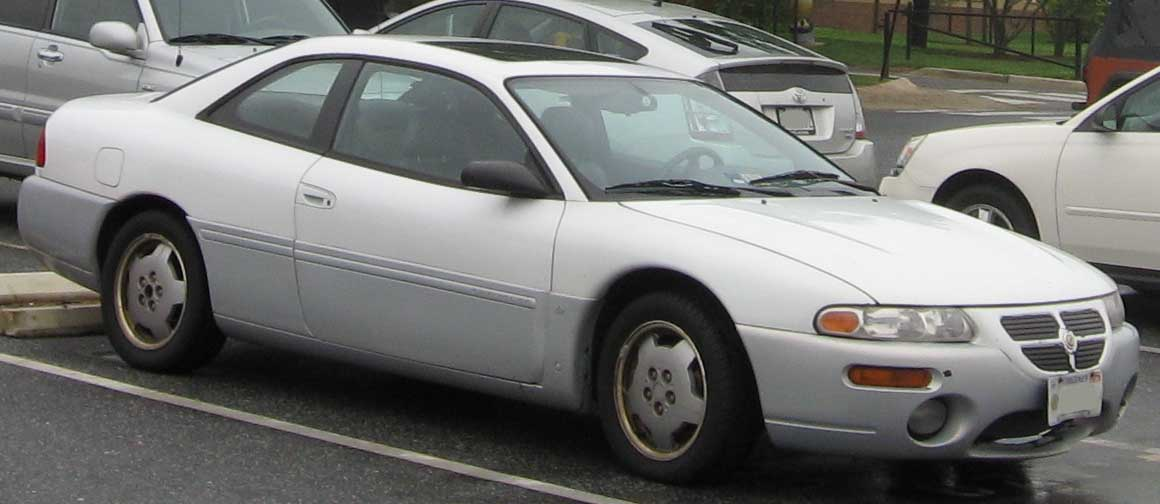
Chrysler Sebring 1

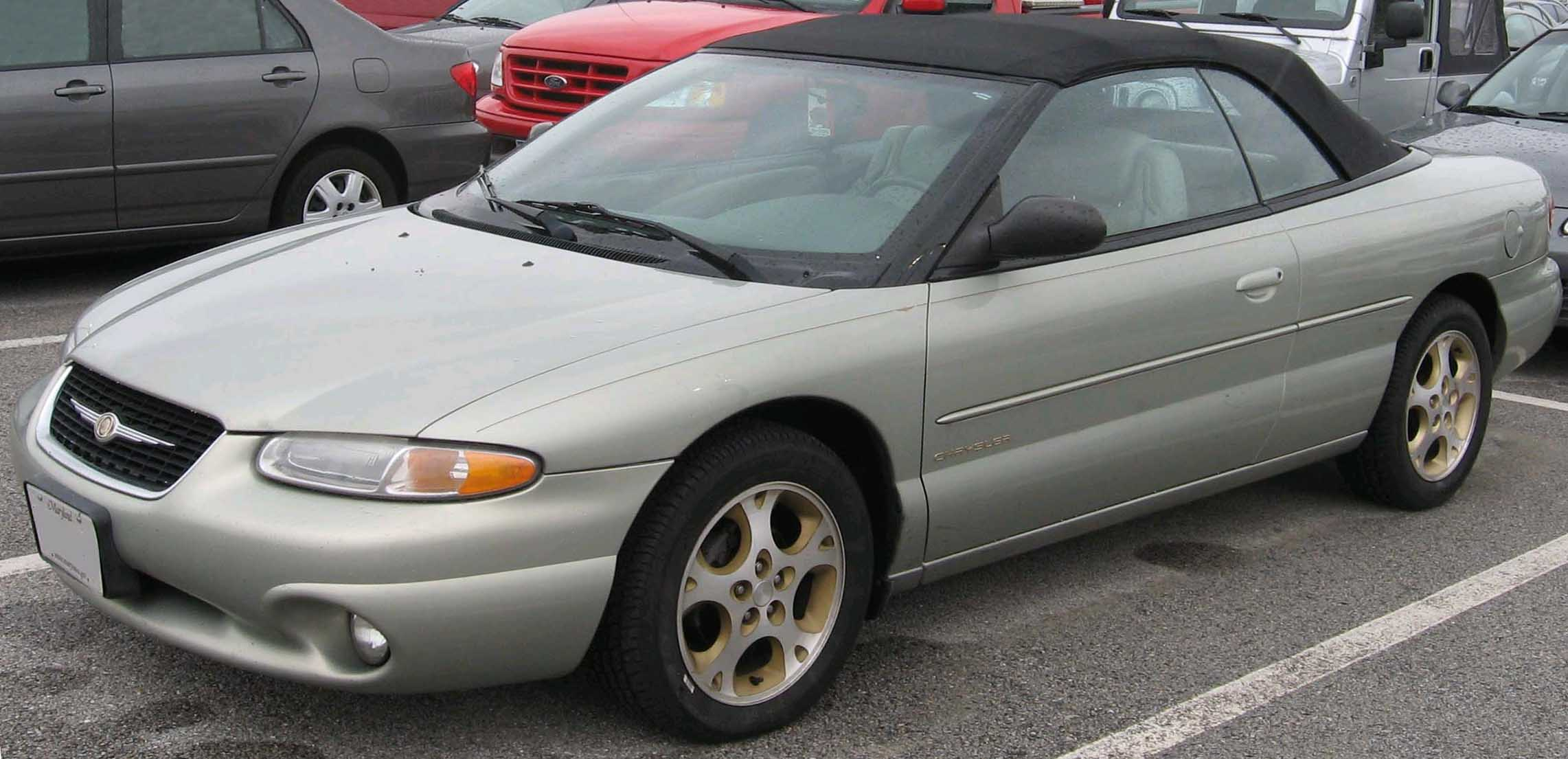
Chrysler Sebring 1 кабріолет

Купе:
- 2.0 L 420A I4
- 2.5 L 6G73 V6

Кабріолет:
- 2.4 L EDZ I4
- 2.4 L EDV/EDT I4 турбо
- 2.5 L 6G73 V6

## Друге покоління (ST-22/JR; 2001–2006)

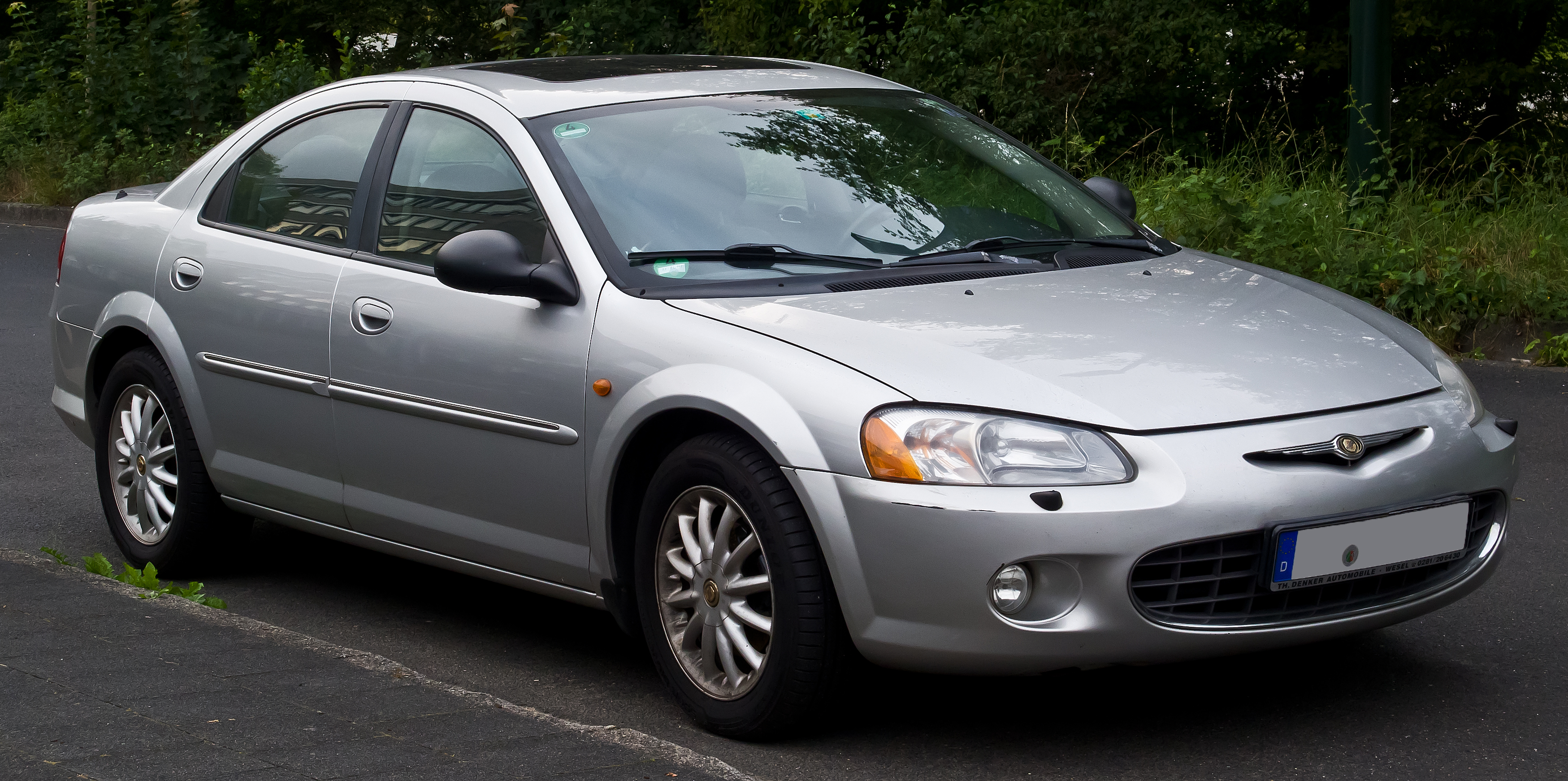
Chrysler Sebring 2 (2001-2003)

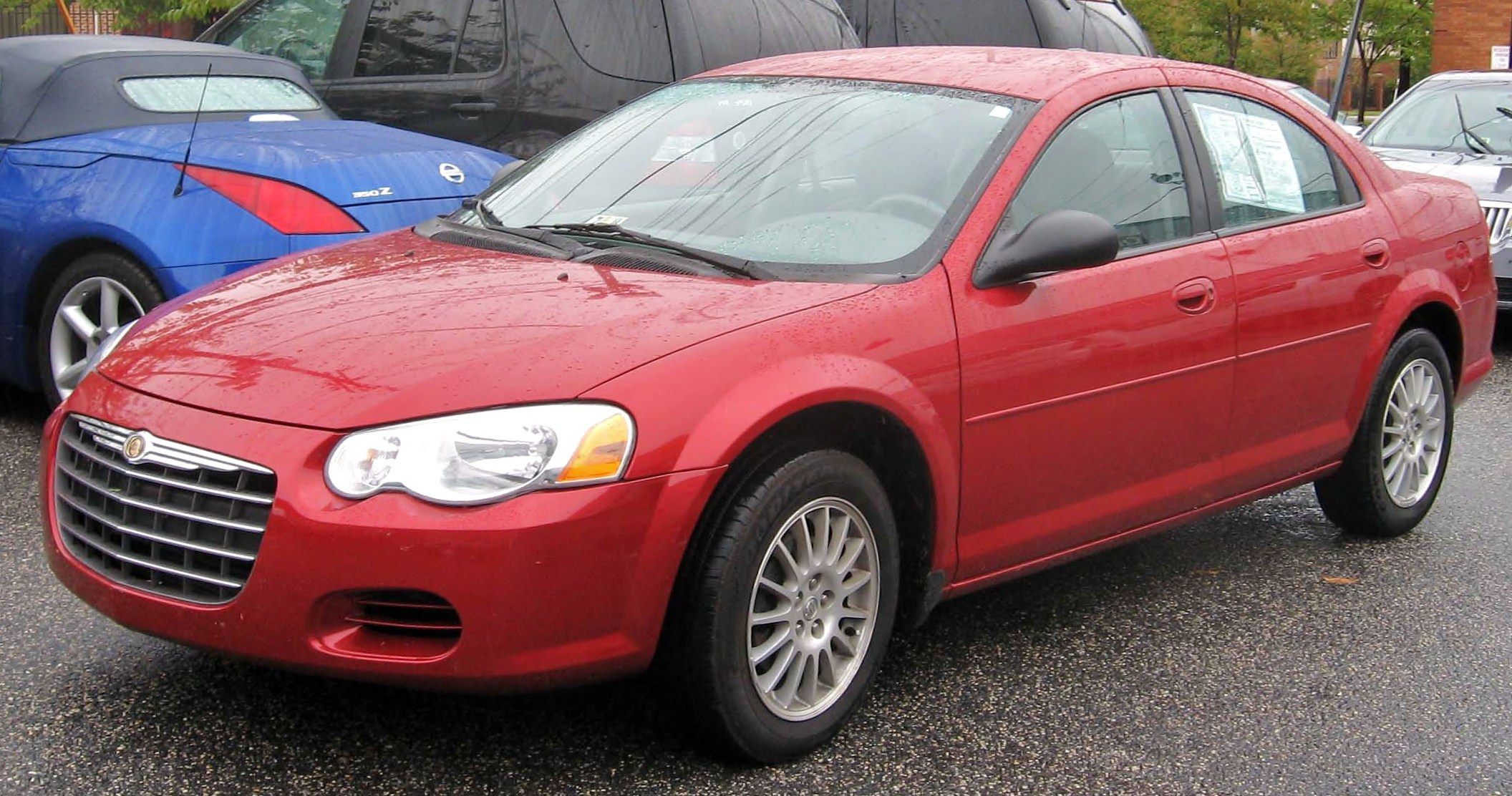
Chrysler Sebring 2 (2004-2006)

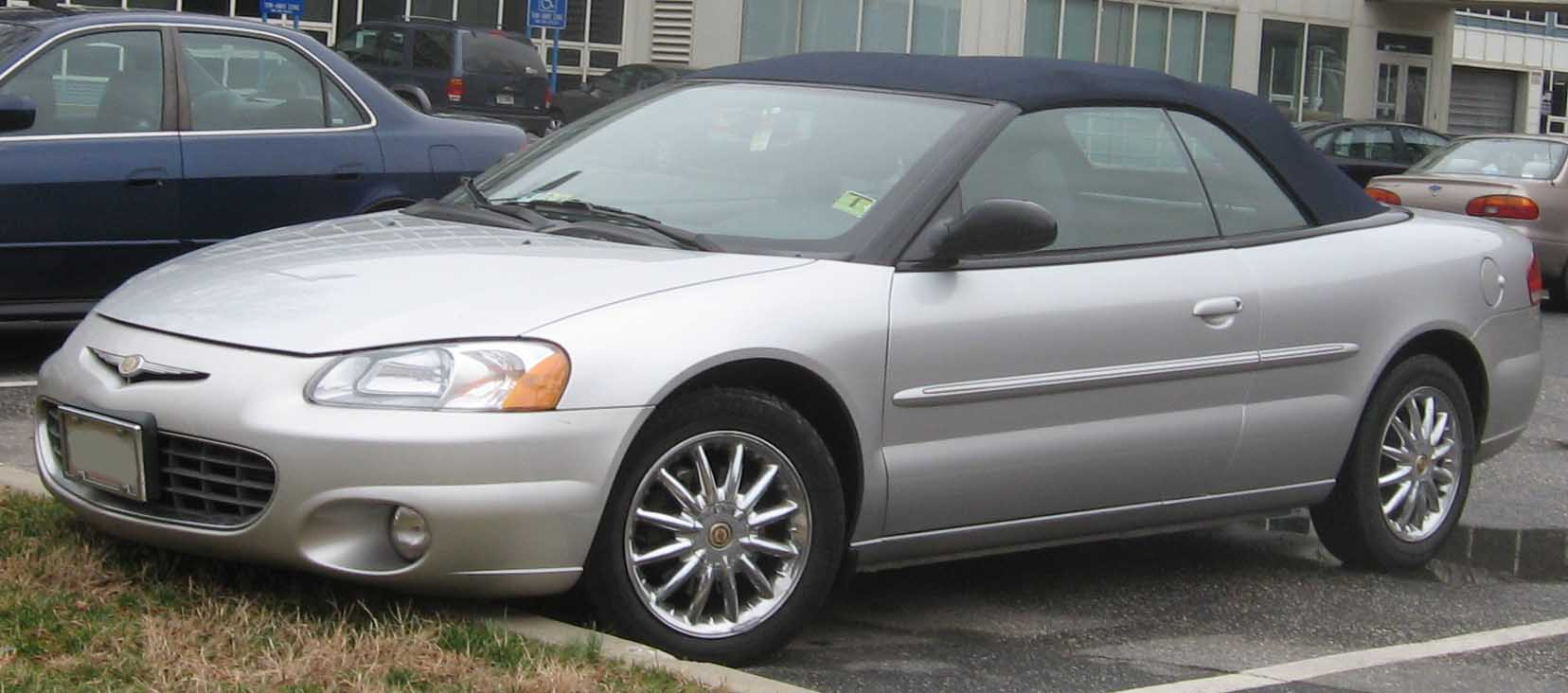
Chrysler Sebring кабріолет

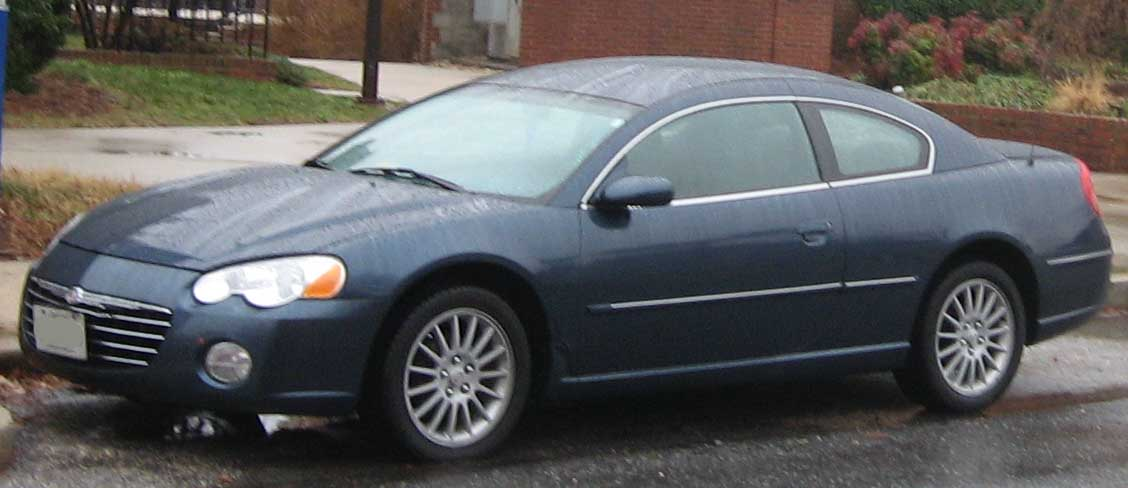
Chrysler Sebring купе

Назва Sebring використовувалося для трьох різних автомобілів протягом 2001 року: купе базувалося на Mitsubishi Eclipse, тоді як седан і кабріолет розроблені на платформі Chrysler JR Chrysler Cirrus. 2004 Chrysler Sebring отримав незначні зміни передньої частини: перероблена решітка, перероблені фари та емблема крила Chrysler, розміщена в центрі на задній частині; Крім того, після того, як у 2004 році седан Chrysler Sebring отримав легке оновлення, компанія припинила виробництво купе Chrysler Sebring після 2005 модельного року. І за межами Сполучених Штатів та Канади, в Мексиці, Sebring був проданий як Chrysler Cirrus. Ексклюзивним для Cirrus була наявність двигуна 2,4 л DOHC з турбонаддувом. Cirrus доступний як седан, так і кабріолет. Моделі з цим двигуном позначені значком "High Output" на задній частині автомобіля. Також унікальною для Cirrus було кількість рівнів обробки; седан був запропонований у двох, а кабріолет був запропонований лише в одному. Всі були оснащені автоматичною коробкою передач.

### Двигуни
Седан і кабріолет:
- 2.4 L EDZ I4
- 2.4 L EDV/EDT I4 турбо
- 2.7 L EER V6

Купе:
- 2.4 L 4G64 I4
- 3.0L 6G72 V6

## Третє покоління (JS; 2007–2010)

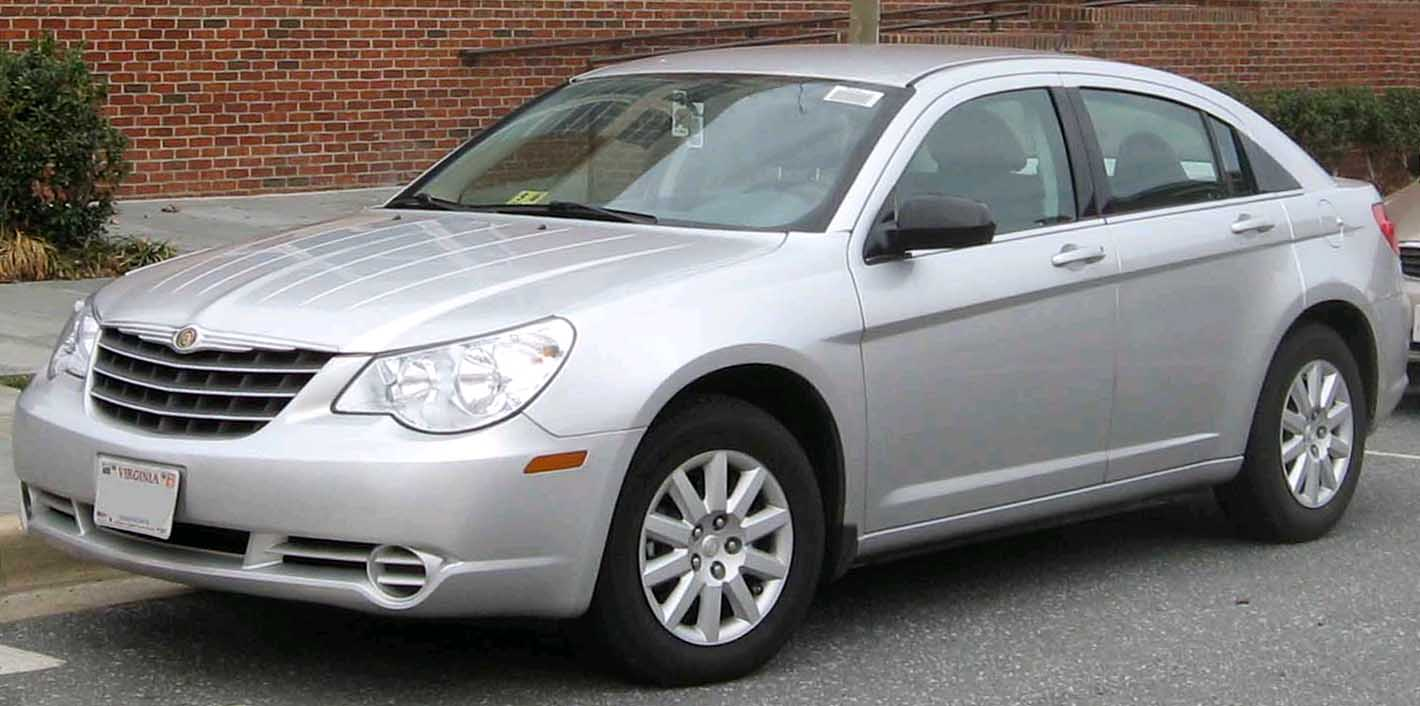
Chrysler Sebring 3

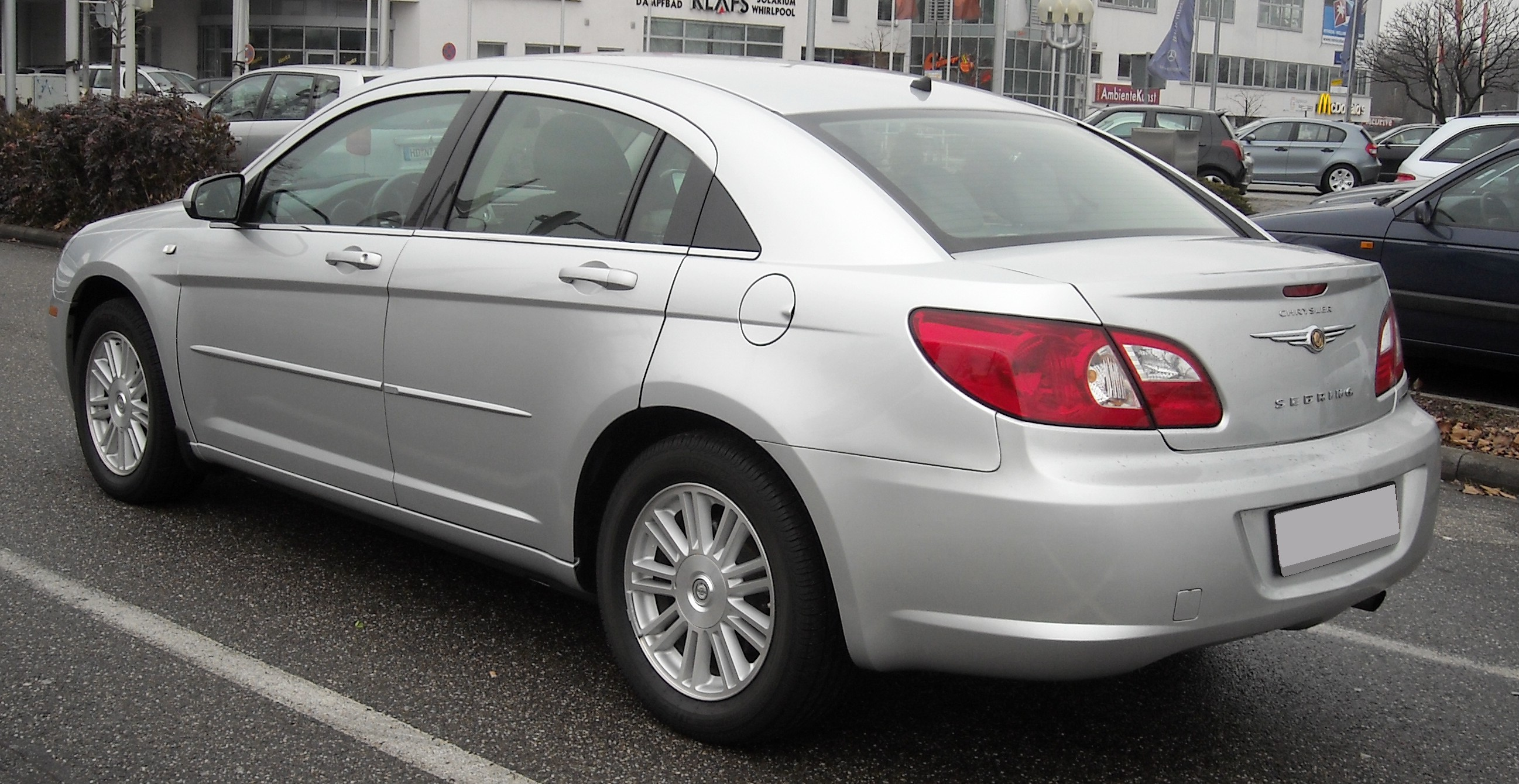
Chrysler Sebring 3

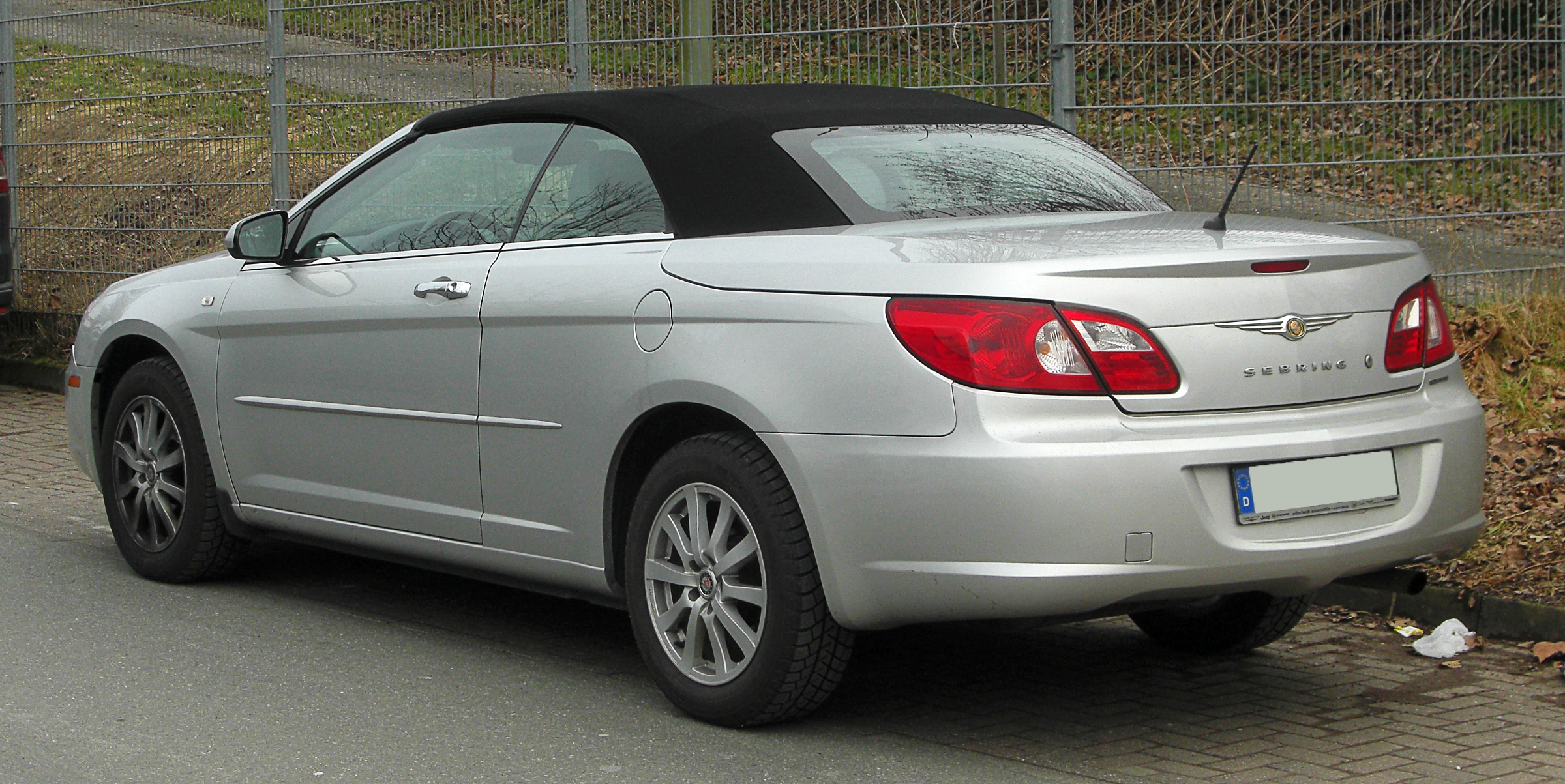
Chrysler Sebring 3 кабріолет

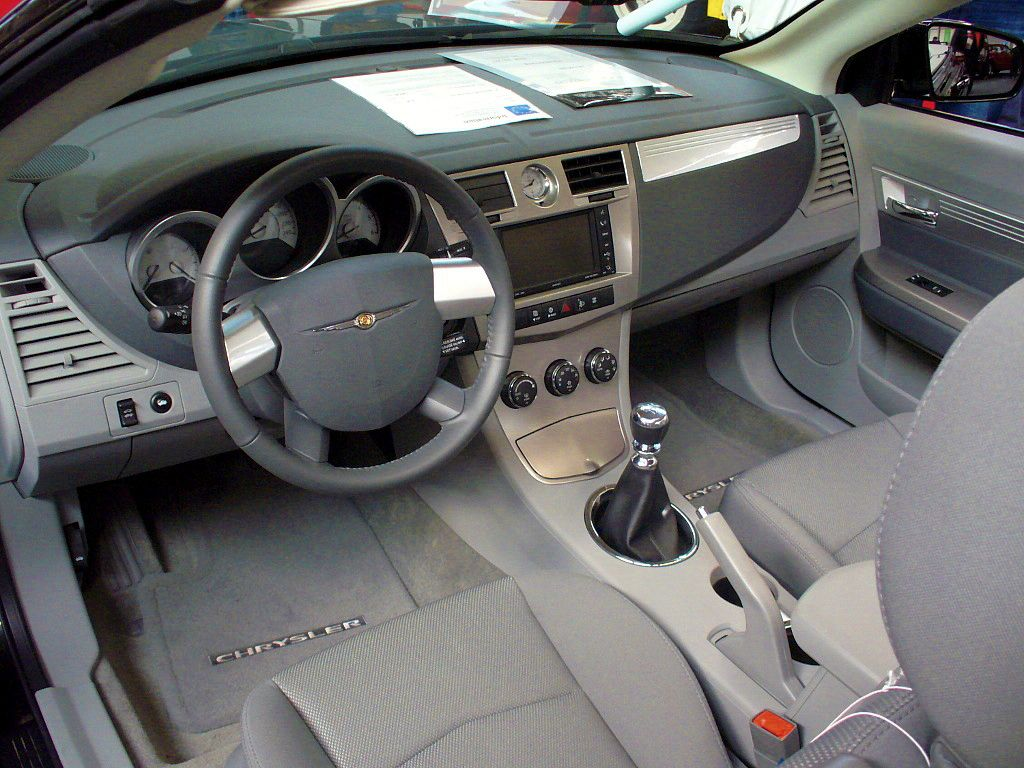

Себрінг був замінений на нову модель розроблену на базі платформи JS для модельного року 2007 року. Себрінг третього покоління був зібраний у Стерлінг-Хайтс, штат Мічиган, що містив понад 82% частин, що знаходились у Північній Америці. Оскільки не було запропоновано кабріолет 2007 року, кабріолет Sebring 2006 був залишений, залишаючись у салонах і на вебсайті компанії до виходу моделі 2008 року. Себрінг третього покоління запозичив багато стильових підказки з концепт-кара Chrysler Airflite 2003 року. Кілька стилістичних рішень запозичені у Chrysler Crossfire. Седан Sebring та кабріолет також були продані з правим кермом через дилерську мережу Великої Британії та Ірландії Chrysler.

### Двигуни
- 2.0 L World I4 156 к.с.
- 2.4 L World I4 175 к.с.
- 2.7 L EER V6 186/192 к.с.
- 3.5 L EGF V6 238 к.с.
- 2.0 L VW EA188 I4 turbo diesel 140 к.с.

## Продажі
| Рік    | США    |
| ------ | ------ |
| 2007   | 93,130 |
| 2008   | 71,663 |
| 2009   | 27,460 |
| 2010   | 38,330 |
| 2011   | 2,380  |
| Всього | 232963 |